# خطمية كبريتية
الخطمي الكبريتي نوع نباتي ينتمي إلى جنس الخطمي من الفصيلة الخبازية.